# イズニク
イズニク（トルコ語: İznik、ギリシア語: Νίκαια、ラテン語: Nicaea）は、トルコ マルマラ地方ブルサ県イズニク郡に属する都市。アナトリア半島北西部のイズニク湖東岸に位置する。
1997年の統計で人口約18,600人の地方都市であるが、古代の大都市ニカイアの後身であり、旧市街地区を取り囲む城壁をはじめ、古代ローマ時代以来の遺跡が数多く残る。

## 歴史

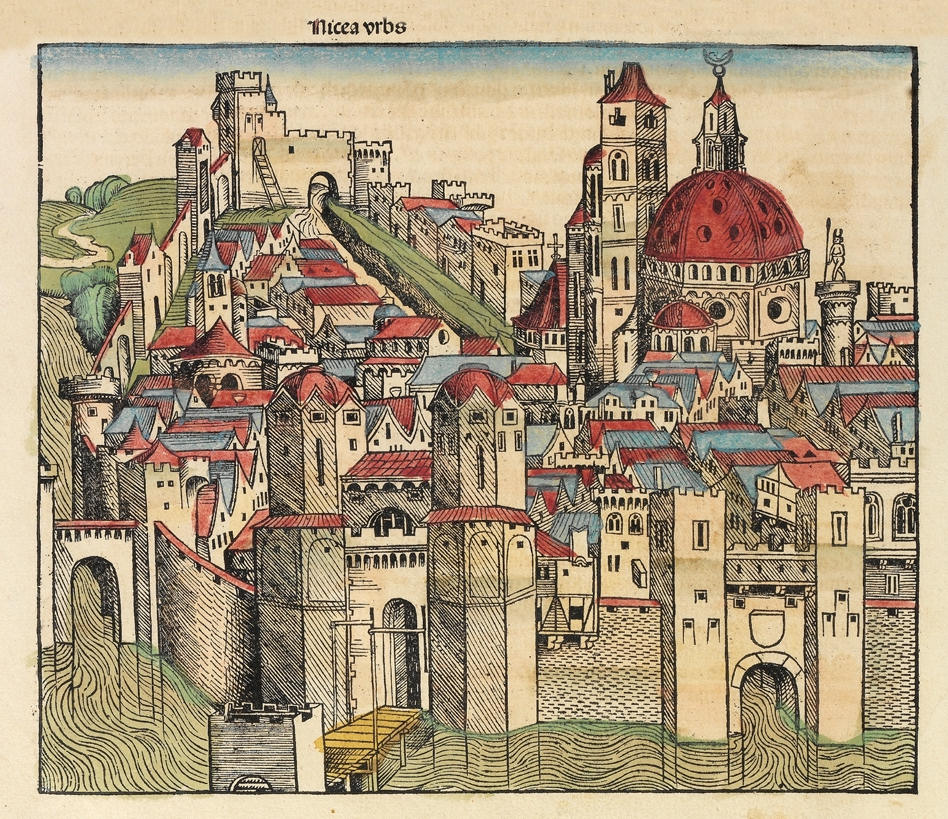
15世紀のイズニク

イズニクの前身ニカイアは紀元前4世紀に建設されたヘレニズム都市で、マケドニア、ビチュニア、ローマ、ビザンツの手を経て1077年にトルコ人のセルジューク朝が奪取し、ルーム・セルジューク朝の最初の首都となった。その後、1097年には第1回十字軍の協力を得たビザンツ帝国が奪還し、13世紀にはコンスタンティノポリスを第4回十字軍に奪われたビザンツ人の亡命政権であるニカイア帝国があった。
ニカイア帝国がコンスタンティノポリスを奪還してビザンツ帝国を再興した後、ニカイアは再びその地方都市となるが、1331年にオスマン朝の第2代オルハンが占領、ムスリム（イスラム教徒）支配下の都市となる。1333年にイズニク最初のモスクとして建設されたハジュ・オズベク・モスクは、オスマン帝国のもとで建設されたモスクの中でも現存最古といわれる。
トルコ人によってイズニクと呼ばれるようになったこの都市は、オスマン帝国時代の初期には実質上の首都である近隣のブルサなどと並び、帝国領内の重要な都市のひとつであった。第3代ムラト1世の宰相チャンダルル・カラ・ハリルの建設したイェシル・モスクや、現在博物館として使われているムラトの母ニルフェル・ハトゥンの救貧施設（イマーレト）など、オスマン帝国時代にイズニクに建設された建築物の主要なものは15世紀以前のものである。1453年にコンスタンティノポリス（イスタンブール）がオスマン帝国に征服されて以降は政治的な重要性は後退させるが、アナトリア北西部の文化的センターとしての役割は持ちつづけ、多くのウラマー（知識人）や詩人がこの町から輩出された。

## 名産

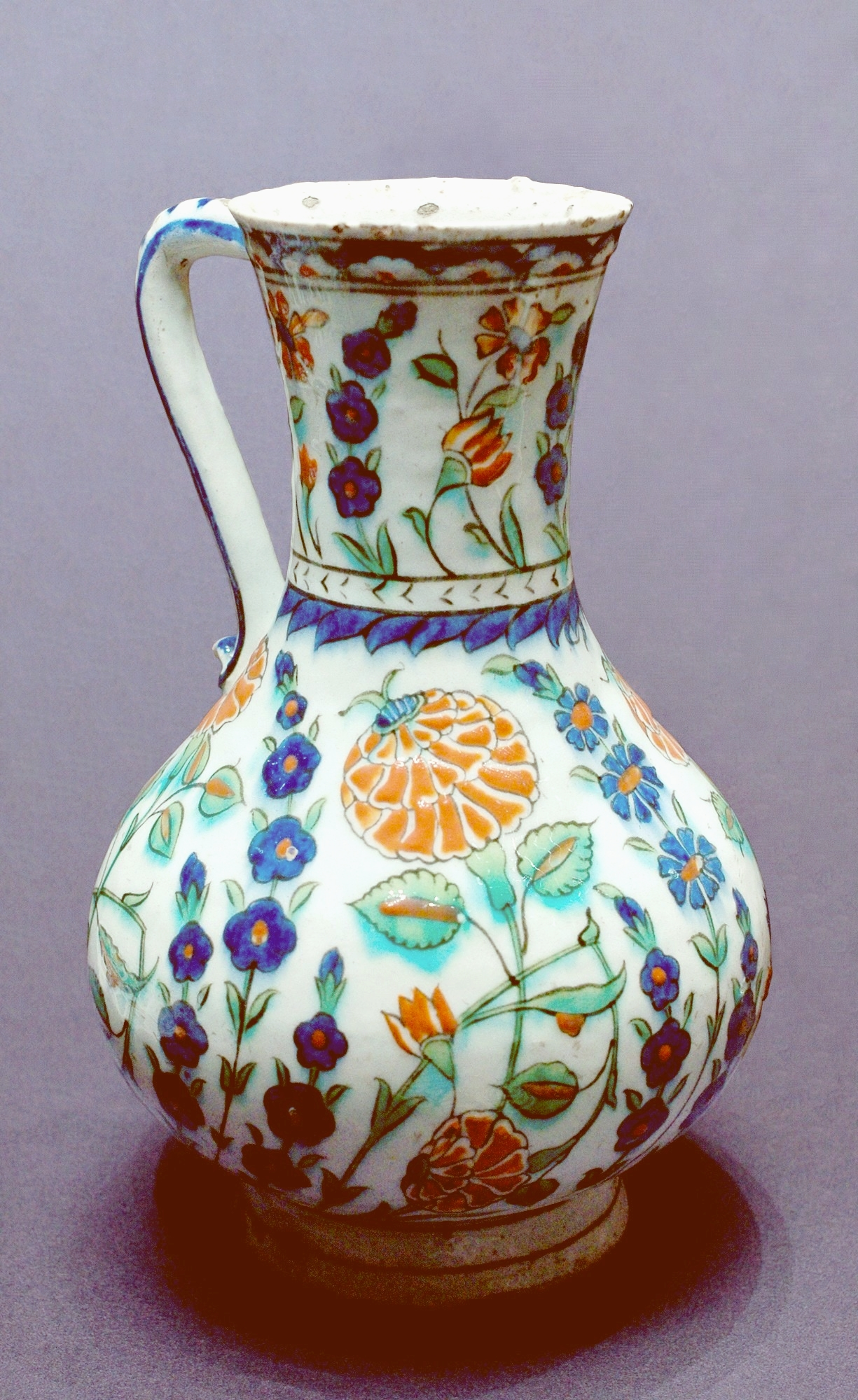
イズニク陶器の水差し。16世紀のもの。（ルーヴル美術館収蔵）

オスマン帝国時代のイズニクが歴史にもっとも名を残した点は、イズニク陶器の生産地としてである。イズニクの陶器は胎土の表面に白土の化粧土を施し、下絵を着彩したうえに透明の釉薬を塗り焼成したもので、14世紀頃から作られるようになった。模様はこの頃モンゴル帝国を通じて西アジアに盛んに輸入されるようになった中国の染付の影響を受け、白地の美しさを生かしたコバルトブルーで描かれるようになり、15世紀以降はターコイズブルーや緑、紫、赤などの多色着彩を行うようになって、模倣を越えた独自の発展を遂げた。
イズニク陶器は16世紀に最盛期を迎え、様式化された独特の植物模様や花の模様が描かれてイスタンブールを中心とするオスマン帝国宮廷社会でもてはやされた。トプカプ宮殿をはじめ、この時代にイスタンブールで建設された宮廷やモスクは壁面をイズニク製のタイルで美しく飾られ、都市の景観に彩りを与えた。
しかし、17世紀後半以降イズニクの陶器生産は衰え、18世紀に北西アナトリアにおける主たる産地をキュタヒヤに譲った。オスマン帝国の末期からトルコ共和国の初期には人口も1万人を割り、これといって目立たない地方都市となっている。20世紀後半にはトルコ全体の人口増加にともない人口が漸増し、地元出身の若い陶芸家によって新しいイズニク陶器を作り出してゆこうとする運動も試みられている。